# Ernesto Canto
Ernesto Canto, född 18 oktober 1959 i Mexico City, död 20 november 2020 i Mexico City, var en mexikansk friidrottare inom gång.
Canto tävlade huvudsakligen i den kortare gångdistansen 20 kilometer. Cantos största meriter var VM-guldet 1983 och OS-guldet 1984 på 20 km gång. Vid OS 1984 försökte Canto dubblera och även vinna guld på 50 kilometer men slutade på tionde plats. Canto valde att avsluta sin karriär efter OS 1992 där han slutade på 29:e plats.